# KTM・RC16
RC16（アールシーじゅうろく）は、オーストリアのオートバイメーカーKTMが開発した競技用オートバイである。2017年よりロードレース世界選手権MotoGPクラスに参戦している。

## 概要
KTMのMotoGPクラスへの参戦は、2005年にケニー・ロバーツ率いるプロトンKRにV4エンジンを供給して以来（この時はシーズン途中に撤退）。車体も含めての、マニュファクチャラーとしては初参戦となる。5年計画でプロジェクトを進めており、2019年は4,000万ユーロ（約50億円）の予算を計上するという。
他社のMotoGPマシンはアルミニウム合金（もしくはカーボン）製のツインスパーフレームを使用しているが、KTMはスチールパイプで組んだトレリスフレームを選択している（2008年まではドゥカティ・デスモセディチも同形式だった）。サスペンションも定番のオーリンズ製ではなく、グループ企業のWP製のものを搭載している。KTMの首脳陣は市販車セールス上の共通点や、ダカールラリーなど他の分野で培ってきたアドバンテージを挙げて、鋼管トレリスフレームを使い続けると断言している。
元GPライダー青木宣篤は、KTMのマシンはフレームの特性上フロントに頼ることができず、リアをスライドさせながら向きを変えるようなコーナリングが要求される。ブラッド・ビンダーやミゲル・オリベイラのようなKTM育ちのライダーはそういった走り方が身についている、と分析している。

## 沿革
2016年の最終戦バレンシアGPにて、開発ライダーのミカ・カリオがワイルドカード枠でテスト参戦。2017年より「レッドブルKTMファクトリー・レーシング」としてワークス参戦を始める。
2017年はヤマハのテック3チームからポル・エスパルガロとブラッドリー・スミスが移籍して来てコンビを組み、ミカ・カリオも数戦スポット参戦した。決勝の最高成績はエスパルガロの9位2回。
2018年の最終戦バレンシアGPは雨による赤旗中断を含むサバイバルレースとなり、エスパルガロは一度転倒しながらも順位を上げ、KTM初の3位表彰台を獲得した。

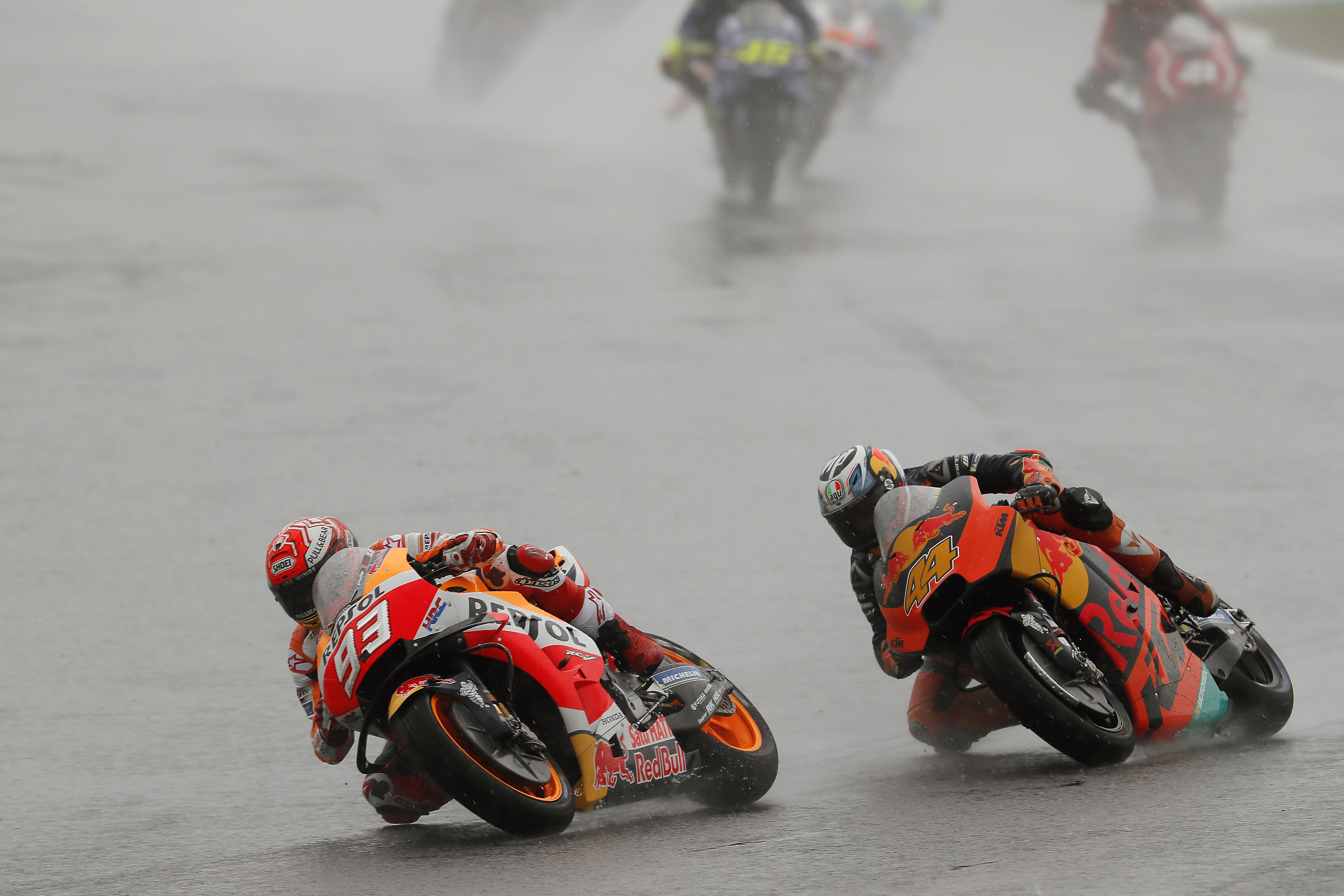
2018年バレンシアGPにて、王者マルク・マルケスと争うポル・エスパルガロ

2019年はヤマハのサテライトとして活動してきたテック3チームが新たにKTMのサテライト「レッドブルKTMテック3」となり、2チーム4台体制で参戦する。また、通算54勝（MotoGPクラス31勝）を挙げ、2018年限りで引退したダニ・ペドロサと開発ライダー契約を結んだ。ワークスはスミスに代わりヨハン・ザルコが加入するが、成績不振のためシーズン途中に契約解除。第13戦サンマリノGPでエスパルガロが予選2位を獲得し、初めてフロントローに並んだ。
2020年はMoto2クラスランキング2位のブラッド・ビンダーが昇格してワークス入りする。ビンダーは3戦目のチェコGPで優勝し、KTMはMotoGPクラス参戦4年目で初勝利を実現した。さらに、地元レッドブル・リンクで行われた第5戦スティリアGPでテック3のミゲル・オリベイラも優勝。オリベイラは最終戦ポルトガルGPでポール・トゥ・ウィンも達成した。エースのエスパルガロは優勝に手が届かなかったが、ポールポジション2回・表彰台5回を記録し、ランキング5位と健闘した。
2021年は前年の好成績によりコンセッション（優遇措置）を喪失し、他のメーカーと同条件で戦うことになる。レプソル・ホンダに移籍したエスパルガロに代わり、オリベイラがワークス入り。テック3にはベテランのダニロ・ペトルッチが加入した。

## 成績
| シーズン | チーム                                | 車番 | ライダー               | 出走回数 | 勝利数 | 表彰台数 | PP | FL | ポイント | 順位 |
| -------- | ------------------------------------- | ---- | ---------------------- | -------- | ------ | -------- | -- | -- | -------- | ---- |
| 2016年   | レッドブルKTMファクトリー・レーシング | 36   | ミカ・カリオ           | 1        |        |          |    |    | 0        | NC   |
| 2017年   | レッドブルKTMファクトリー・レーシング | 36   | ミカ・カリオ           | 4        |        |          |    |    | 11       | 24th |
| 2017年   | レッドブルKTMファクトリー・レーシング | 38   | ブラッドリー・スミス   | 17       |        |          |    |    | 29       | 21st |
| 2017年   | レッドブルKTMファクトリー・レーシング | 44   | ポル・エスパルガロ     | 18       |        |          |    |    | 55       | 17th |
| 2018年   | レッドブルKTMファクトリー・レーシング | 36   | ミカ・カリオ           | 2        |        |          |    |    | 6        | 25th |
| 2018年   | レッドブルKTMファクトリー・レーシング | 38   | ブラッドリー・スミス   | 18       |        |          |    |    | 38       | 18th |
| 2018年   | レッドブルKTMファクトリー・レーシング | 44   | ポル・エスパルガロ     | 15       |        | 1        |    |    | 51       | 14th |
| 2018年   | レッドブルKTMファクトリー・レーシング | 76   | ロリス・バズ           | 0        |        |          |    |    | 0        | NC   |
| 2019年   | レッドブルKTMファクトリー・レーシング | 5    | ヨハン・ザルコ         | 13       |        |          |    |    | 27       | 18th |
| 2019年   | レッドブルKTMファクトリー・レーシング | 44   | ポル・エスパルガロ     | 18       |        |          |    |    | 100      | 11th |
| 2019年   | レッドブルKTMファクトリー・レーシング | 82   | ミカ・カリオ           | 6        |        |          |    |    | 7        | 26th |
| 2019年   | レッドブルKTMテック3                  | 27   | イケル・レクオナ       | 1        |        |          |    |    | 0        | NC   |
| 2019年   | レッドブルKTMテック3                  | 55   | ハフィズ・シャーリン   | 19       |        |          |    |    | 9        | 23rd |
| 2019年   | レッドブルKTMテック3                  | 88   | ミゲル・オリベイラ     | 16       |        |          |    |    | 33       | 17th |
| 2020年   | レッドブルKTMファクトリー・レーシング | 33   | ブラッド・ビンダー     | 14       | 1      | 1        | 0  | 2  | 87       | 11th |
| 2020年   | レッドブルKTMファクトリー・レーシング | 44   | ポル・エスパルガロ     | 14       | 0      | 5        | 2  | 1  | 135      | 5th  |
| 2020年   | レッドブルKTMテック3                  | 27   | イケル・レクオナ       | 11       | 0      | 0        | 0  | 0  | 27       | 20th |
| 2020年   | レッドブルKTMテック3                  | 88   | ミゲル・オリベイラ     | 14       | 2      | 2        | 1  | 1  | 125      | 9th  |
| 2021年   | レッドブルKTMファクトリー・レーシング | 33   | ブラッド・ビンダー     | 18       | 1      | 1        | 0  | 0  | 151      | 6th  |
| 2021年   | レッドブルKTMファクトリー・レーシング | 88   | ミゲル・オリベイラ     | 18       | 1      | 3        | 0  | 1  | 94       | 14th |
| 2021年   | KTMテック3ファクトリー・レーシング    | 9    | ダニロ・ペトルッチ     | 18       | 0      | 0        | 0  | 0  | 37       | 21st |
| 2021年   | KTMテック3ファクトリー・レーシング    | 27   | イケル・レクオナ       | 18       | 0      | 0        | 0  | 0  | 39       | 20th |
| 2022年   | レッドブルKTMファクトリー・レーシング | 33   | ブラッド・ビンダー     | 20       | 0      | 1        | 0  | 0  | 188      | 6th  |
| 2022年   | レッドブルKTMファクトリー・レーシング | 88   | ミゲル・オリベイラ     | 20       | 0      | 0        | 0  | 0  | 149      | 10th |
| 2022年   | KTMテック3ファクトリー・レーシング    | 25   | ラウル・フェルナンデス | 18       | 0      | 0        | 0  | 0  | 14       | 22nd |
| 2022年   | KTMテック3ファクトリー・レーシング    | 87   | レミー・ガードナー     | 20       | 0      | 0        | 0  | 0  | 13       | 23rd |